# Stadelbach (Gemeinde Weißenstein)
Stadelbach ist ein Dorf und eine Ortschaft in der Gemeinde Weißenstein mit 415 Einwohnern (Stand 1. Jänner 2024) im Bezirk Villach-Land in Kärnten, Österreich.

## Geographische Lage
Stadelbach liegt an der Drau.

## Infrastruktur

### Verkehr
Durch das Dorf führt die Drautal Straße, außerdem ist die Autobahnabfahrt Villach-West nahegelegen.
Die Haltestelle Stadelbach an der Drau wird von der Linie 5171 angefahren.

### Bildung
Hier befindet sich die Volksschule Stadelbach.